# 上映乡
上映乡，是中华人民共和国广西壮族自治区崇左市天等县下辖的一个乡镇级行政单位。

## 行政区划
上映乡下辖以下地区：
上美村、桃永村、平典村、亮钦村、福赖村、宝贯村、广原村、温江村、连加村和佩光村。